# إيمانويل باناهيني
إيمانويل باناهيني (بالإنجليزية: Emmanuel Banahene)‏ (16 أغسطس 1988 بأكرا في غانا - ) هو لاعب كرة قدم غاني في مركز الهجوم. لعب مع أوردو سبور واتحاد أبناء سخنين والنادي الإسماعيلي وشانلي أورفا سبور وغيرسون سبور وكارسياكا ونادي العروبة ونادي بيريكوم تشيلسي ونادي الشعلة ونادي الأنصار السعودي ونادي الزلفي و Hapoel Nir Ramat HaSharon F.C. ‏ وهبوعيل بتاح تكفا ‏ ونادي هارت أوف ليونز وInternational Allies F.C. ‏.

## روابط خارجية
- إيمانويل باناهيني على موقع اتحاد تركيا (لاعب) (الإنجليزية)
- إيمانويل باناهيني على موقع قاعدة بيانات كرة القدم.إي يو (الإنجليزية)
- إيمانويل باناهيني على موقع Soccerway.com (الإنجليزية)
- إيمانويل باناهيني على موقع عالم كرة القدم.نت (الإنجليزية)